# Toongabbie
Toongabbie es un suburbio de Sídney, en el estado de Nueva Gales del Sur, Australia. Toongabbie, uno de los suburbios más antiguos de Sídney, se encuentra aproximadamente a 30 kilómetros al oeste del distrito comercial central de Sídney y es parte de la región del Gran Oeste de Sídney. Toongabbie se divide entre las áreas de gobierno local de la ciudad de Parramatta, la ciudad de Blacktown y el Ayuntamiento de Cumberland. El suburbio a menudo se conoce localmente como "Toonie", "Toonga Bay" y "Bayside".

## Historia
Obtiene su nombre de una palabra aborigen que significa "lugar junto al agua" o "encuentro de las aguas". Esta denominación fue dada por el gobernador Arthur Phillip en 1792, luego de consultar a los aborígenes locales sobre el nombre del lugar.
Es importante destacar que Toongabbie es el tercer asentamiento continental más antiguo de Australia, después de Sídney y Parramatta, aunque el sitio del asentamiento original se encuentra en el suburbio separado de Old Toongabbie.
El gobernador Phillip estableció una granja gubernamental y una estación de convictos en 1791 en 640 acres de tierra para cultivar alimentos para la colonia. Sin embargo, después de once años, la granja gubernamental cerró y la tierra se entregó en concesiones a colonos y convictos que habían cumplido su condena.
En el ámbito de la infraestructura, el ferrocarril se extendió hasta Blacktown en 1860, pero pasaron 20 años antes de que se hicieran arreglos para que los trenes pararan en Toongabbie. La primera escuela en Toongabbie, la Escuela Pública de Toongabbie, abrió en 1886, cerró en 1911 debido a la baja matrícula y reabrió al año siguiente.
Un incidente trágico y violento en la historia de Toongabbie fue cuando un grupo armado de colonos persiguió y mató a cuatro aborígenes australianos que estaban extrayendo maíz de las granjas coloniales. Trajeron de vuelta la cabeza cortada de uno como prueba de sus acciones.